# Vilhelm Fredrik Palmblad
Vilhelm Fredrik Palmblad (16. prosince 1788, panství Liljestad, farnost Skönberga, Söderköping, Östergötland – 2. září 1852, Uppsala) byl švédský romantický spisovatel, překladatel, vydavatel,  historik, geograf a profesor řeckého jazyka a literatury na Uppsalské univerzitě patřící do romantické skupiny tzv. fosforitů  (podle časopisu Phosporos) z Uppsaly.

## Život
Narodil se do poměrně bohaté rodiny vojenského komisaře a soudního vykonavatele. V důsledku nesprávně léčeného onemocnění kyčelního kloubu kulhal a byl nucen po zbytek života používat berle. Nemohl si proto normálně hrát se svými vrstevníky, ale místo toho hodně četl a vzdělával se samostudiem.
Roku 1806 začal studovat na Uppsalské univerzitě, roku 1815 získal titul magistra filozofie, roku se stal 1822 docentem historie a roku 1827 byl jmenován odborným asistente v tomto oboru. Roku 1828 se oženil s Marianou Rebeckou Loenbomovou, dcerou smluvního probošta a člena parlamentu, se kterou měl syna a dvě dcery. Roku 1835 se stal na univerzitě profesorem řeckého jazyka a literatury. Roku 1839 byl rektorem univerzity.
Již roku 1807 se na studiích stal blízkým přítelem básníka Pera Daniela Amadea Atterboma a stal se členem jím založeného romantického literárního sdružení Aurora (Auroraförbundet). Ve sdružení se projevil jako organizátor a inspirátor a začal hrát významnou roli pro rozvoj romantismu ve Švédsku. Se záměrem usnadnit tisk a distribuci děl členů sdružení zakoupil roku 1810 – bez jakýchkoliv zkušeností s tiskařským provozem – společně se svým spolužákem Jakobem Axelem Stenhammarem (1788-1826) akademickou tiskárnu. Postupně vybudoval vydavatelství, které se stalo jedním z největších v zemi a vyznačovalo se vysokými nároky na kvalitu vydávaných děl. Již roku 1810 vydal první číslo časopisu Phosporos, od roku 1812 vydával Poetický kalendář (Poetisk Kalender) a od roku 1813 Švédský literární časopis (Svensk Litteratur-tidning), což podstatně přispělo k vítězství romantismu nad klasicismem a osvícenstvím ve Švédsku. Jeho nejbližším spolupracovníkem byl vedle Atterboma také literární kritik Lorenzo Hammarsköld. V letech 1847–1851 byl redaktorem konzervativního listu Tiden, v němž rovněž vyšly četné jeho literární a politické rozpravy a polemiky.
Od doby, kdy se stal univerzitním profesorem, se Palmblad věnoval převážně geografickému a historickému výzkumu a publikoval několik významných prací v oboru. Byl také vydavatelem a přispěvatelem do Biografického slovníku slavných Švédů (1835–1857, Biographiskt lexicon öfver namnkunnige svenska män). Kromě toho se zabýval překladatelskou činností a sám byl plodným spisovatelem. Jeho beletristická díla, často obsahující záhadné scény z duchy, lupiči a vtipnými postavami, jsou však méně významná.

## Výběrová bibliografie

### Beletristická díla
- Noveller (1840–1851, Novely), čtyři díly
- Familjen Faikensvärd (1844–1845, Rodina Falkenswardů), román mající sociální rozměr a obsahují kritiku nové buržoazie, dva díly.
- Aurora Königsmark och hennes slägt (1846–1849, Aurora Königsmark a její rodina), román o hraběnce Marii Auroře von Königsmark, čtyři díly.

### Odborné práce
- Om persernas fornhäfder (1821, O starých rukopisech Peršanů).
- Om hinduernas fornhäfder (1822, O starých rukopisech hinduistických)
- Handbok i physiska och politiska äldre och nyare geographien (1826–1837, Příručka staré i nové fyzické a politické geografie), pět dílů, nedokončeno, hlavní Palmbladovo dílo.[4]
- Lärobok i nyare historien (1832, Učebnice novějších dějin))
- Grekisk Fornkunskap (1843–1845, Řecké starožitnosti), dva svazky, dílo pro studenty řečtiny.

### Překlady
- 1810 – 1813: Ludwig Tieck: Lidové pohádky Petra Lebtrechta, tři díly.
- 1811 – Aischylos: Upoutaný Prométheus
- 1834 – Sofoklés: Král Oidipus
- 1841 – 1845: Aischylos: Agamemnón